# M55 (autocarro)
L'autocarro M55, Cargo, 5 Ton, 6x6, Extra Long Wheel Base (XLWB) era un autocarro militare USA della categoria dei M-39 o G-744 di 5 ton 6x6 trucks concepito per il trasporto di materiali, personale ed equipaggiamenti vari.
L'M-39 fu prodotto dall'AM General Corp dal 1951 per soddisfare le esigenze dell'esercito USA impegnato nella guerra di Corea e la variante M55 fu adottata negli anni cinquanta anche dall'Esercito Italiano . Negli USA l'M-39 fu successivamente sostituito dalla serie F-809 di 5 tonnellate.
Caratteristiche di questo automezzo erano la robustezza, l'adattabilità ai terreni più accidentati e la capacità di carico che portarono l'Esercito Italiano a impiegarlo presso il reparto logistico (13° R.R.R.), poi 13º Battaglione logistico di manovra, e il 3º Gruppo missili "Volturno" della 3ª Brigata missili "Aquileia" di Portogruaro come mezzo per il trasporto dei vettori dei missili Honest John e dei MGM-52 Lance; ogni autocarro ne poteva caricare due custoditi negli appositi contenitori.
Gli ultimi esemplari sono stati ritirati e radiati attorno al 1992 con la soppressione della Brigata missili.

## Caratteristiche M-36
Le caratteristiche tecniche degli autocarri M55 sono comparibile a quelli della famiglia degli M-36.
- equipaggio= 3, autista, capomacchina e scorta
- Dimensioni:
  - lunghezza=  386 pollici
  - larghezza=  98 pollici
  - altezza=
- Cilindrata: 9.000 cm³
- Peso: 5.000 kg
- N. cilindri: 6

- Portata:
- Potenza:CV: 224 a 2800 giri/min
- N. batterie: 2
- Velocità max:  km/h
- Riduttore: si

Autocarri M55 del 3º Gruppo Missili "Volturno" ripresi nella caserma "Maset" di Oderzo nel 1989 ca.

- Carburante: benzina con due serbatoi da 295 litri cadauno
- Consumo: 1 km/litro
- Motore: Continental R6602 Benzina
- Trazione: posteriore ed integrale

## Bibliografia

1980 ca. Autocolonna di M55 del 3º Gruppo Missili "Volturno"